# BET Hip Hop Awards

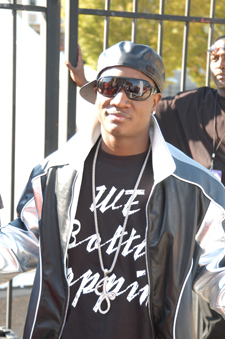
Yung Joc no BET Hip Hop Awards em Atlanta. 14 de outubro de 2007. Foto de Travis Hudgons/PictureAtlanta.Net

BET Hip Hop Awards é uma premiação norte-americana anual realizada pela Black Entertainment Television e voltada para rappers, produtores e diretores de videoclipes de hip hop e Rap. A primeira cerimônia foi realizada em 12 de novembro de 2006 no Fox Theatre em Atlanta, Geórgia, foi ao ar pela primeira vez em 15 de novembro, sendo apresentada pelo comediante Katt Williams.

## Cerimônias
| #  | Data       | Local                              | Apresentador  | Prêmio Honorário "I Am Hip Hop" |
| 01 | 12/11/2006 | Fox Theatre                        | Katt Williams | Grandmaster Flash               |
| 02 | 13/10/2007 | Atlanta Civic Center               | Katt Williams | KRS-One                         |
| 03 | 23/10/2008 | Atlanta Civic Center               | T-Pain        | Russell Simmons                 |
| 04 | 10/10/2009 | Atlanta Civic Center               | Mike Epps     | Ice Cube                        |
| 05 | 12/10/2010 | Atlanta Civic Center               | Mike Epps     | Salt-N-Pepa                     |
| 06 | 11/10/2011 | Atlanta Civic Center               | Mike Epps     | LL Cool J                       |
| 07 | 09/10/2012 | Atlanta Civic Center               | Mike Epps     | Rakim                           |
| 08 | 15/10/2013 | Atlanta Civic Center               | Snoop Dogg    | MC Lyte                         |
| 09 | 14/10/2014 | Atlanta Civic Center               | Snoop Dogg    | Doug E. Fresh                   |
| 10 | 09/10/2015 | Atlanta Civic Center               | Snoop Dogg    | Scarface                        |
| 11 | 04/10/2016 | Cobb Energy Performing Arts Centre | DJ Khaled     | Snoop Dogg                      |
| 12 | 06/10/2017 | Miami Beach Convention Center      | DJ Khaled     | Luther Campbell                 |
| 13 | 16/10/2018 | Miami Beach Convention Center      | DeRay Davis   | Lil Wayne                       |
| 14 | 05/10/2019 | Cobb Energy Performing Arts Centre |               |                                 |

## Categorias
- DJ do ano - (prêmio concedido em 2007 ~ presente)
- Hustler do Ano - (prêmio dado em 2006 ~ presente)
- Letrista do ano - (prêmio concedido em 2006 ~ presente)
- MVP do ano - (prêmio concedido em 2006 ~ presente)
- Produtor do ano - (prêmio concedido em 2006 ~ presente)
- Hot Ticket Performer - (prêmio concedido em 2006 ~ atualmente e anteriormente conhecido como Melhor Artista ao Vivo)
- Diretor de Clipe - (prêmio concedido em 2006 ~ presente)
- Melhor Novo Artista de Hip Hop - (prêmio concedido em 2006 ~ presente e anteriormente conhecido como Prêmio de Novato do Ano ou Who Blew Up)
- Prêmio Made-You-Look (Melhor Estilo Hip Hop) - (prêmio concedido 2009 ~ presente)
- Álbum do Ano - (prêmio concedido em 2006 ~ presente)
- Single do ano - (prêmio concedido em 2006 ~ presente e anteriormente conhecido como Faixa do Ano)
- Melhor Colaboração, Duo ou Grupo - (prêmio concedido em 2006 ~ presente e anteriormente conhecido como Perfect Combo Award)
- Melhor Vídeo de Hip Hop - (prêmio dado em 2006 ~ presente)
- Melhor Mixtape - (prêmio dado em 2011 ~ presente)
- Melhor Verso em Destaque - (prêmio concedido em 2011 ~ presente)
- Trilha de impacto - (prêmio concedido em 2012 ~ presente)

### Categorias Extintas
- Melhor Club Banger - (prêmio concedido entre 2010 e 2015)
- Melhor Site Online - (prêmio concedido de 2009 a 2014)
- Prêmio Campeão do Povo - (prêmio concedido 2006 ~ 2016)
- Melhor Toque de Celular - (prêmio concedido 2006 ~ 2008)
- Melhor Artista de Hip Hop do Reino Unido - (prêmio dado entre 2006 e 2008)
- Melhor Filme - (prêmio dado entre 2006 e 2007)
- Melhor Dança - (prêmio dado entre 2006 e 2007)

## Maiores Vencedores
| Artista        | Número de Prêmios |
| -------------- | ----------------- |
| Kendrick Lamar | 20                |
| Drake          | 19                |
| Jay-Z          | 17                |
| Kanye West     | 16                |
| Lil Wayne      | 16                |
| DJ Khaled      | 13                |
| T.I.           | 11                |
| Cardi B        | 9                 |
| Nicki Minaj    | 8                 |